# 黑帶重牙鯛
橫帶重牙鯛為輻鰭魚綱鱸形目鱸亞目鯛科的其中一種，分布於西印度洋區，從莫三比克南部至南非海域，棲息深度可達100公尺，體長可達60公分，棲息在沿海岩石底質海域，屬肉食性，以魚類及底棲性無脊椎動物為食，可做為食用魚及遊釣魚。